# San Michele Salentino
San Michele Salentino er en by i Apulien, Italien med 6.072 (2023) indbyggere.